# Aroania

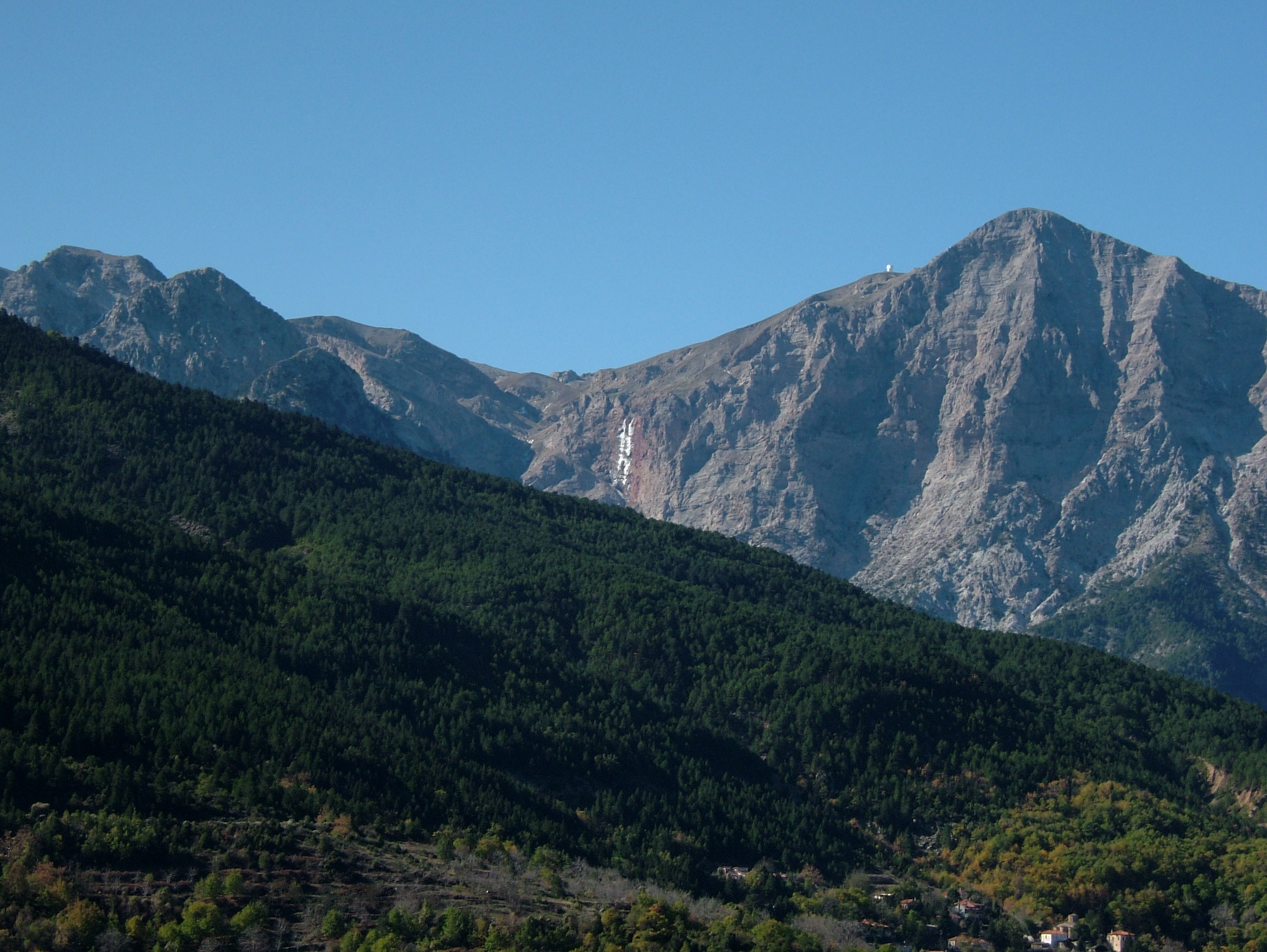
Masyw Aroania. Chelmos i wodospad Mavroneri

Aroania (nowogr.: Αροάνια) – masyw górski w Grecji Zachodniej (jednostka regionalna Achaja, gmina Kalawrita), w północnej Arkadii na północnym Peloponezie, 50 km na południowy wschód od Patras, 12 km na południe od brzegu Zatoki Korynckiej ze szczytem Chelmos (nowogr.: Χελμός – od scs.: Хълм, Chełm; w języku angielskim transkrybowane jako Helmos) o wysokości 2341 m n.p.m. Masyw ma długość 15–20 km (z północnego zachodu na południowy wschód) i szerokości 5–10 km (z południowego zachodu na północny wschód), południowo-wschodni kraniec leży w nomosie Koryntia.
Na szczycie obserwatorium astronomiczne z teleskopem zwierciadlanym (obiektyw Zeiss 2,3 m) "Helmos Observatory Aristarchos Telescope" Ateńskiego Obserwatorium Narodowego (finansowane przez Uniwersytety Patras i Manchester).
Schronisko turystyczne "V.Leontopoulos" (2100 m n.p.m., 16 miejsc noclegowych) – około 3 km na zachód od szczytu, przy czerwonym szlaku.
100 m na południowy wschód od szczytu 200-metrowy wodospad Mawroneri (Czarna Woda), początek potoku Stiga (nowogr.: Στύγα – Stýga, od gr. klas. Στύξ – Styks) z niemal pionowej ściany grzbietu Neraidorachi (2238 m n.p.m.), w podnóżu wodospadu wąwóz z jaskinią położony na wysokości 1600 m n.p.m. Powyżej wodospadu przebiega czarwony szlak turystyczny.
Tuż pod szczytem, na Wathia Lakka – Kalavrita Ski Center (Narciarski Ośrodek Kalawrita, 1650–2300 m n.p.m., 10 km na południowy wschód od Kalawrity): 12 narciarskich tras zjazdowych o różnym stopniu trudności (długość 20 km), 7 wyciągów narciarskich, w tym dwa krzesełkowe, szkółka narciarska i stacja ratownictwa górskiego.
U podnóża góry, 9 km na północny zachód od szczytu, miejscowość Kalawrita (740 m n.p.m.), w sezonie bardzo modny, zatłoczony ośrodek wypoczynkowy. 13 km na południe-południowy zachód Klitoria.
- Wąwóz Wuraikos (nowogr.: Φαράγγι Βουραϊκού), głęboka i stroma dolina rzeki Wuraikos. Dolną partię porastają w przewadze lasy sosnowe i gaje oliwne, wyższe piętro lasy jodłowe. W latach 1889–1896 (dzięki zaangażowaniu Charilaosa Trikupisa zbudowano do zwożenia z góry rudy żelaza trasę kolejki zębatej (szerokość torów 750 mm; na dystansie 3,4 km pośrodku dodatkowa trzecia szyna – "zębata" systemu Abta). Niezwykle malownicza trasa (przepaście, strome skalne ściany, 6 tuneli, 55 mostów i wiaduktów) jest jedną z największych atrakcji turystycznych Peloponezu. 22 km z Diakopto do Kalawrity pociąg wspina się około jednej godziny.
- Mega Spileo (nowogr.: Мέγα Σπήλαιο, Wielka Grota) – monaster na wysokości 1000 m n.p.m., 8 km od Kalawrity, dojście od stacji kolejowej Mega Spileo (nowogr.: Мέγα Σπήλαιο; jedyna pośrednia stacja wąskotorówki Diakopto-Kalawryta) około 45 minut znakowanym szlakiem pieszym, wąską ścieżką wzdłuż skał. Do monasteru wchodzi się przez 60-metrową jaskinię u podnóża skalnej ściany, o wysokości 120 metrów. Monaster założony w 362 uchodzi za najstarszy w Grecji. W okresie największej świetności, mieszkało tu do 450 mnichów. Przez wieki bogato uposażony, przeżył wiele pożarów i grabieży. Do dziś jedno z ważniejszych świętych miejsc greckich pielgrzymów. W małym muzeum wśród świętych relikwii, skarbów i wielu eksponatów – niepozorna ikona Matki Bożej z Dzieciątkiem Jezus na prawym ręku, relief wykończony temperą woskową, według tradycji przez św. Łukasza. Z okien monasteru piękne widoki na cały Wąwóz Vouraikos.
- Ajia Lawra (nowogr.: Αγίας Λαύρας, Monaster Świętej Ławry) – monaster z 961, położony na wysokości 961 m n.p.m., 4 km na południowy zachód od Kalawrity. Jedno z najważniejszych miejsc pamięci narodowej Greków. Całkowicie spalony dwukrotnie przez Turków (1585, 1715) i raz przez Niemców w 1943. Za każdym razem pieczołowicie odbudowywany. W niewielkim skarbcu najcenniejszym eksponatem jest powstańczy sztandar z walk narodowowyzwoleńczych 1821.
- Spileo Limnon Kastrion (nowogr.: Σπήλαιο Λιμνών Καστρίων, Kastryjska Jeziorna Jaskinia) – jaskinia położona na wysokości 827 m n.p.m., 8 km na południowy zachód od szczytu masywu, 1 km na północny zachód od Kastrii, 9 km na południe od Kalawrity. 2 km podziemnych rzek z 15 jeziorami, stalagmitami i stalaktytami, część udostępniona do zwiedzania efektownie podświetlona.

## Galeria

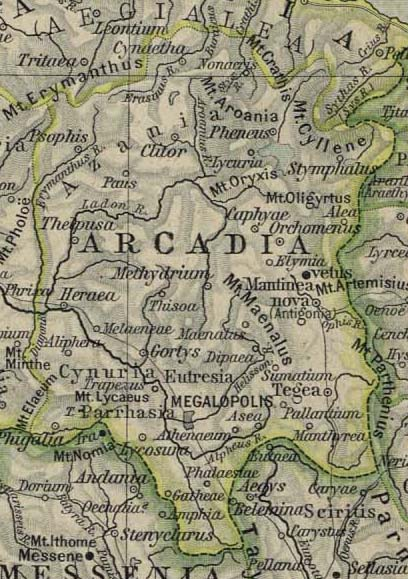
Masyw Aroania na antycznej mapie
- z atlasu wydanego w 1926
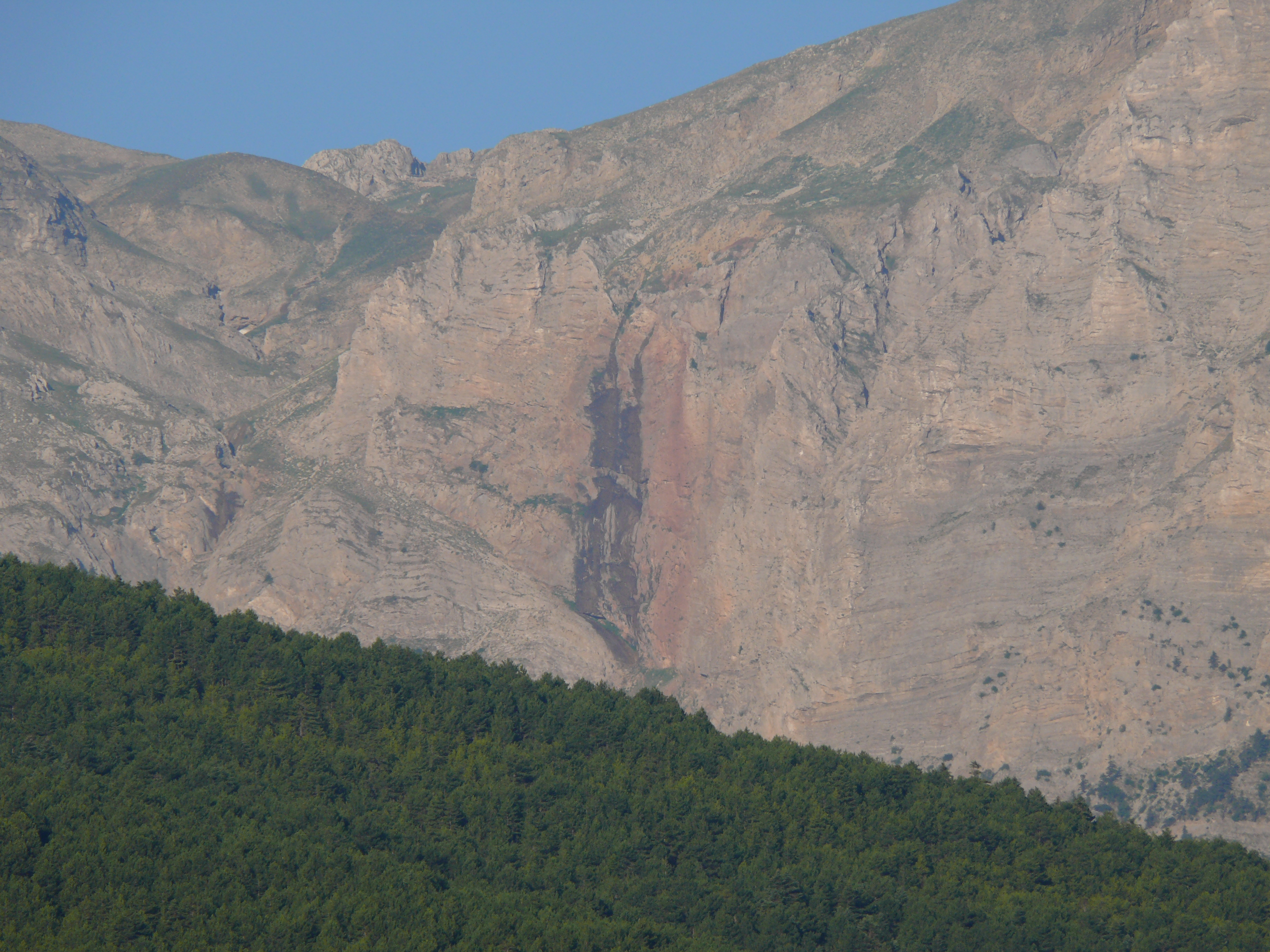
Chelmos, 200-metrowy wodospad Mawroneri
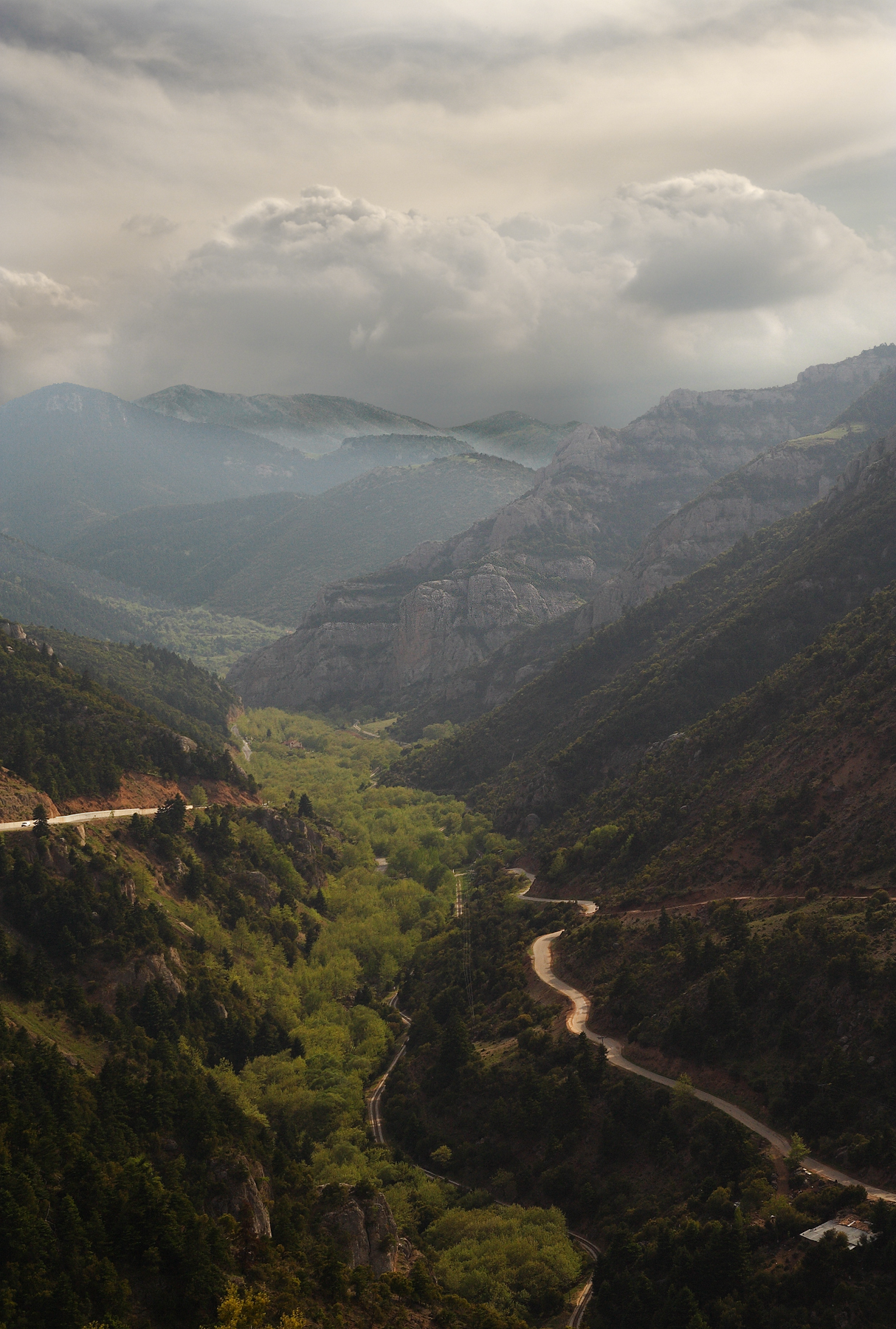
Wąwóz Wuraikos
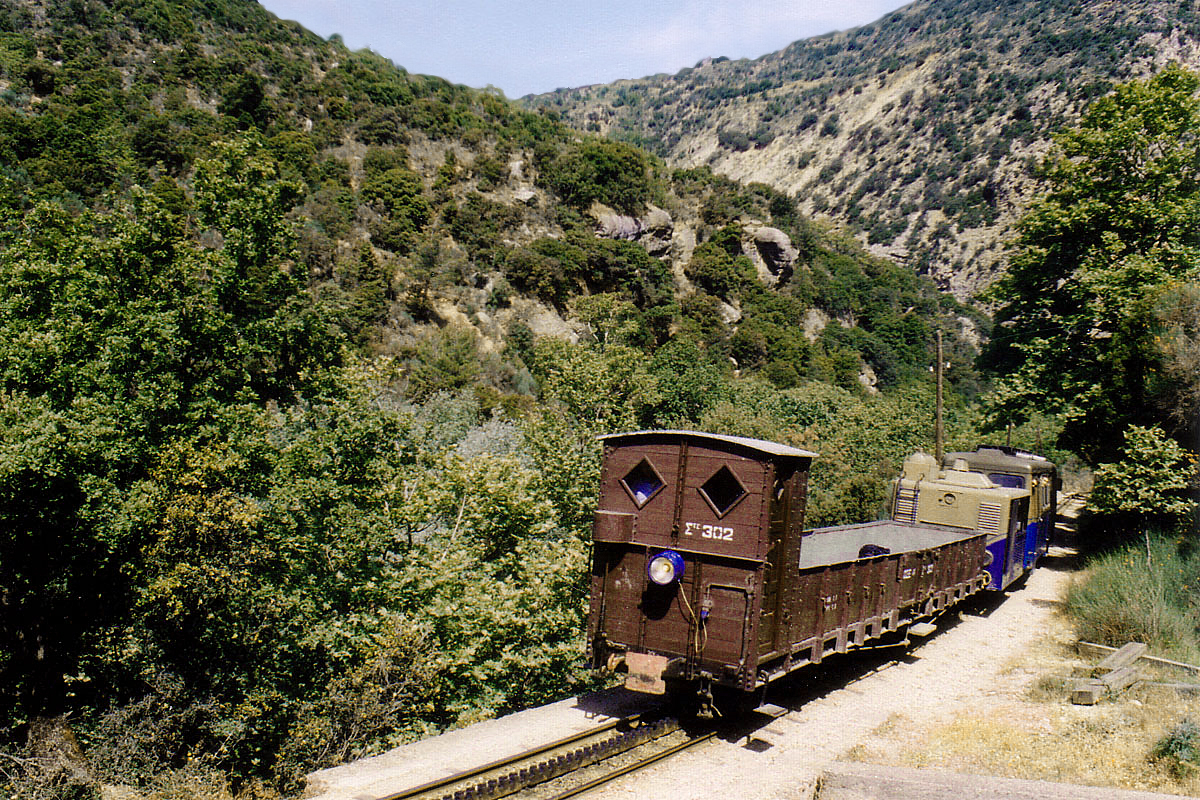
Wąwóz Wuraikos
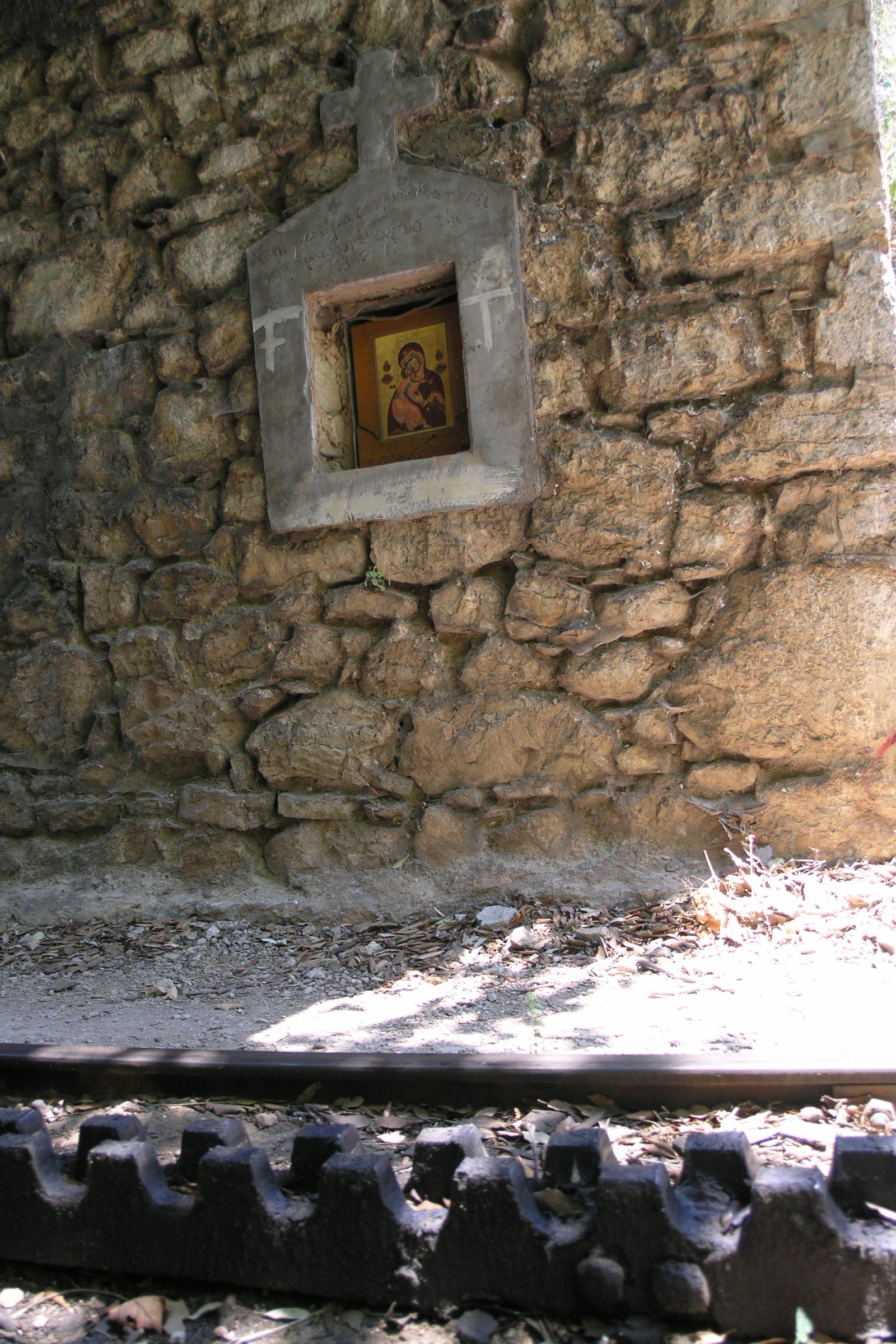
Wąwóz Wuraikos
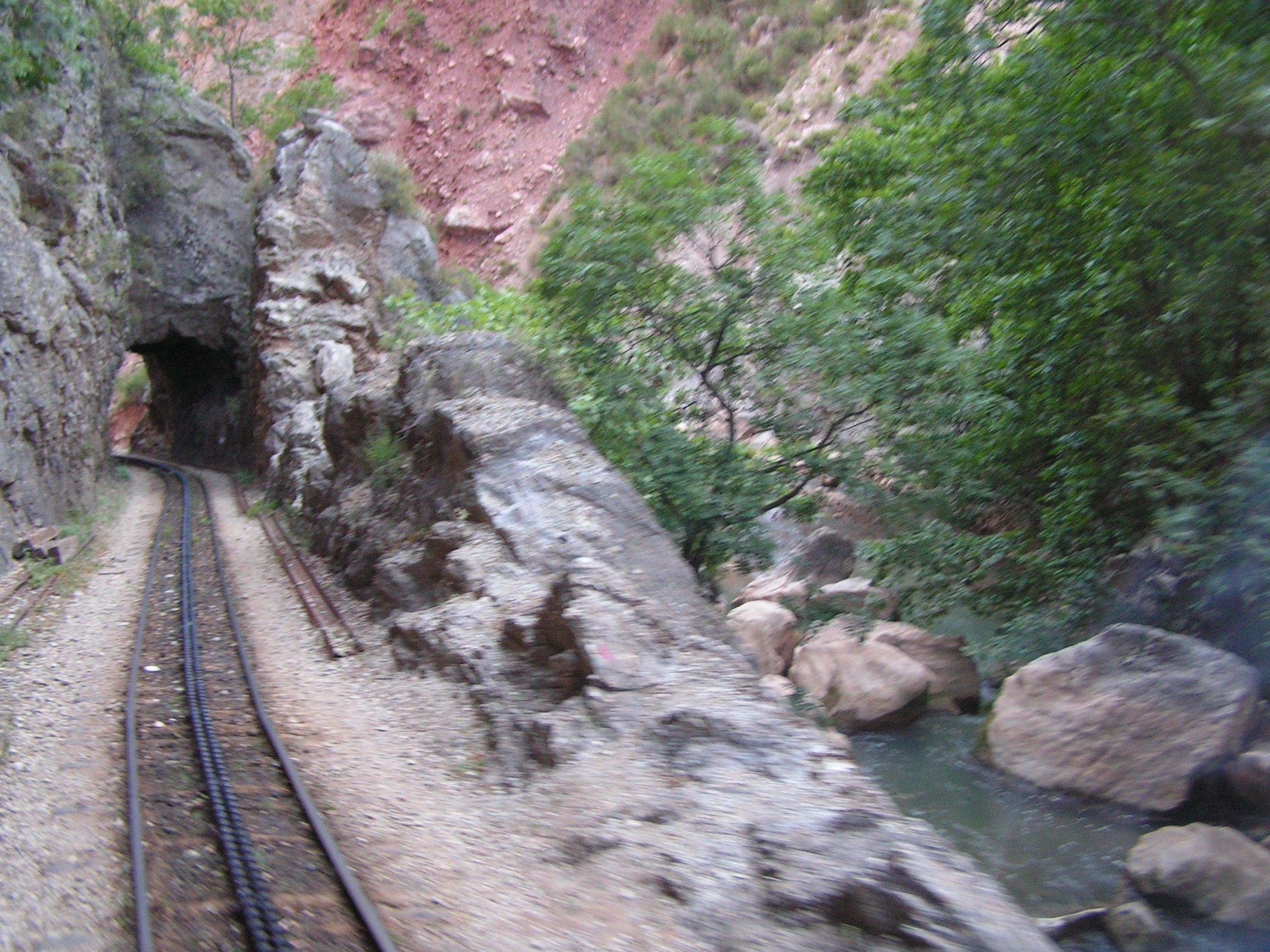
Wąwóz Wuraikos
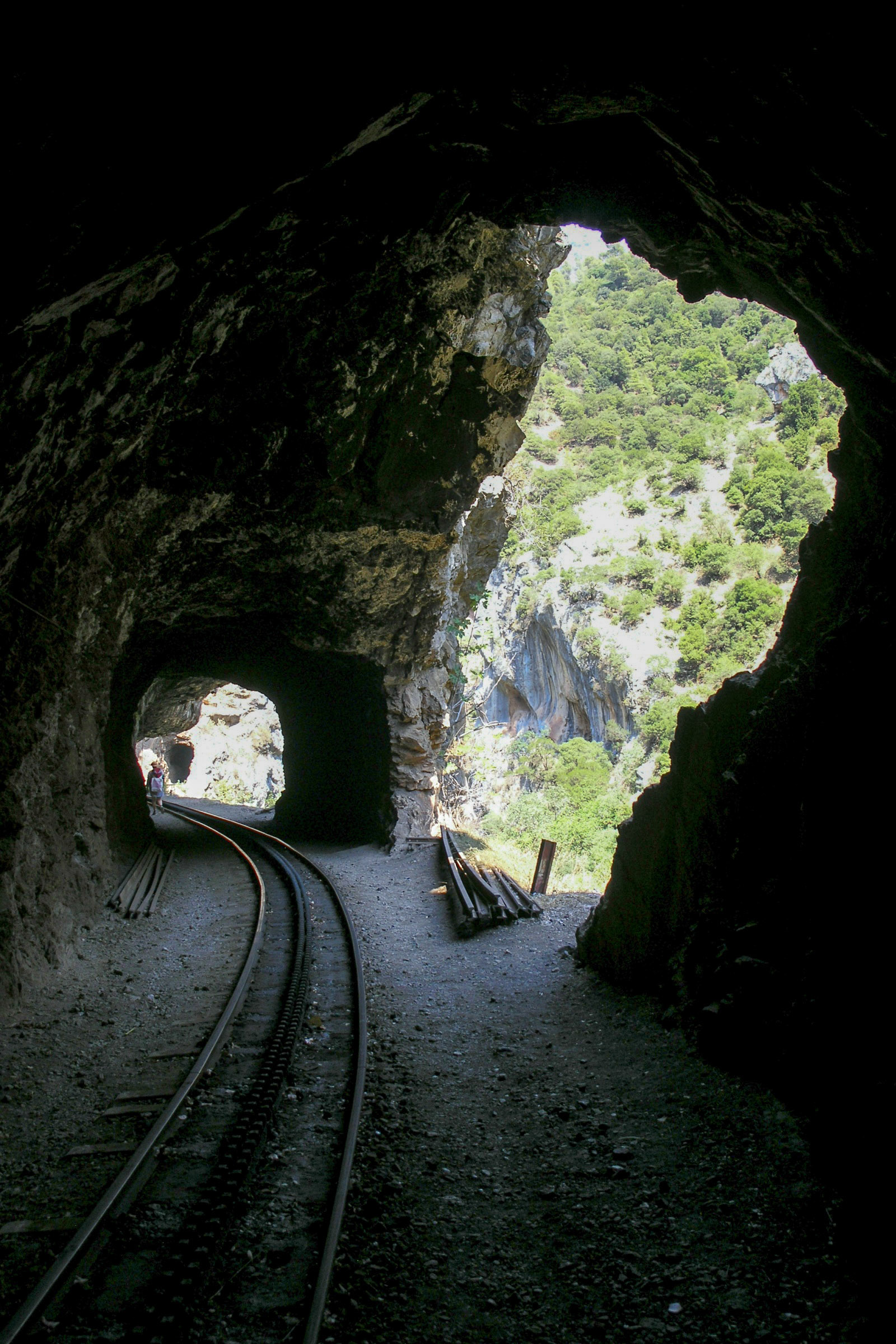
Wąwóz Wuraikos
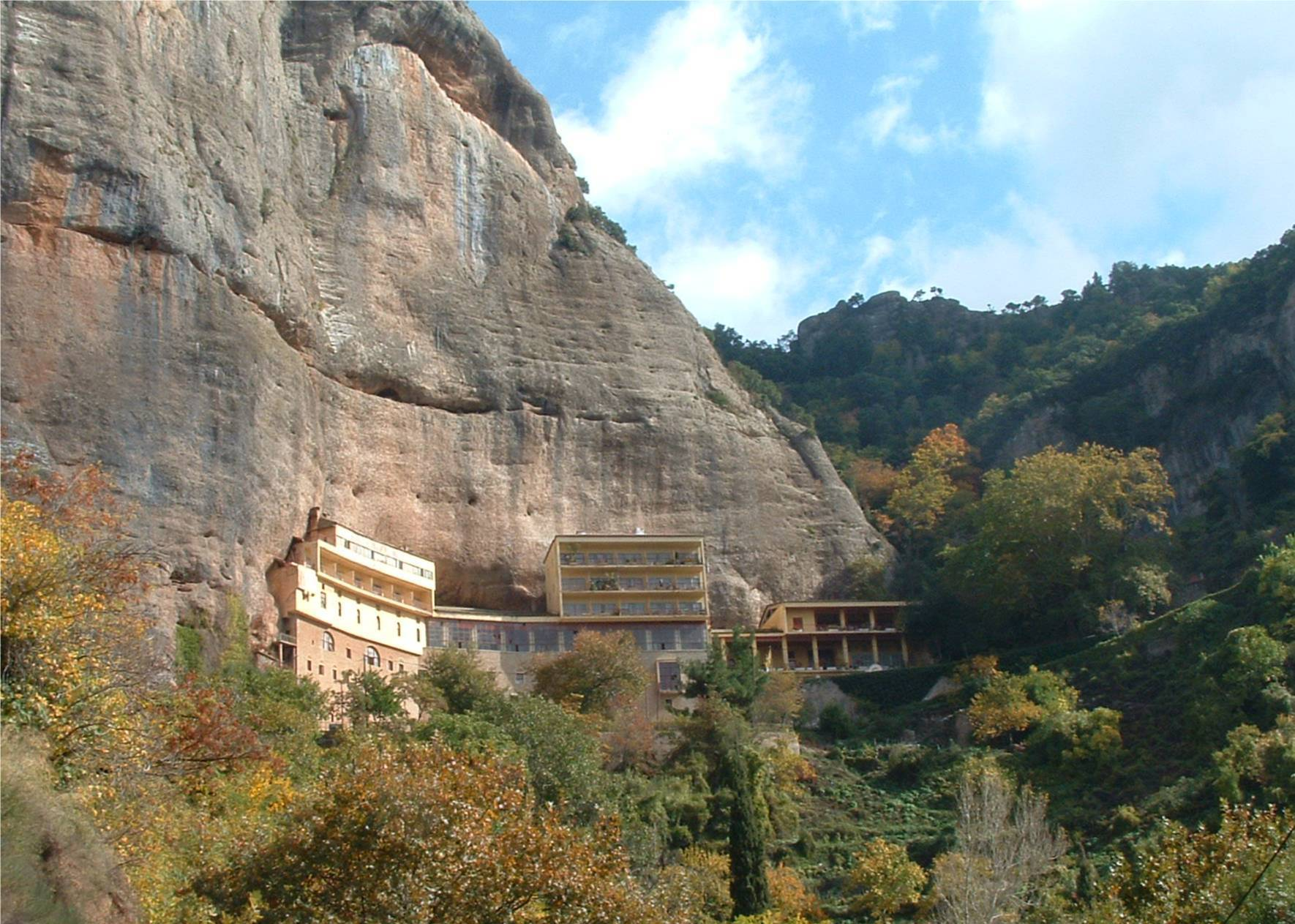
Monaster Mega Spileo
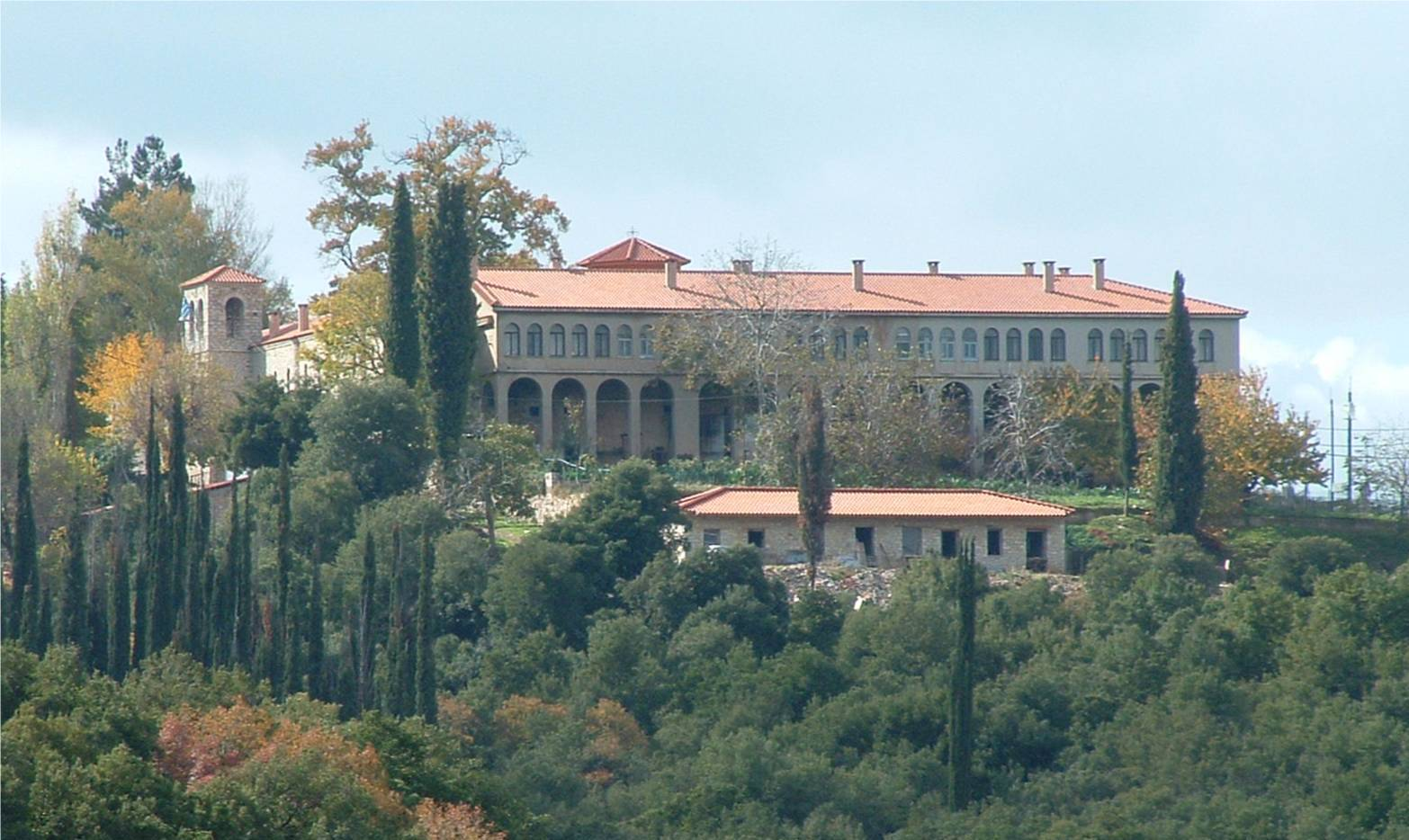
Monaster Ajia Lawra

## Literatura
- Ellingham M., Dubin M., Jansz N., Fisher J., Grecja. Praktyczny przewodnik, Pascal, Bielsko Biała 2000, ISBN 83-87696-97-8
- Grecja kontynentalna. Przewodnik Wiedzy i Życia, pod redakcją M. Dubina, Wiedza i Życie, Warszawa 1999, ISBN 83-7184-905-2